# Línea 8 (Comodoro Rivadavia)
La línea 6-8 o línea 8 Palazzo - Stándart es una línea de colectivos suburbana de funcionamiento Sentido horario. También existe una línea hermana pero viceversa denominada Línea 8-6 Stándart - Palazzo de Comodoro Rivadavia, bajo concesión de la empresa Transporte Patagonia Argentina desde 2007 que une el Bo. Centro con el B° Palazzo y B° Don Bosco y vuelve al centro. Funciona desde las 05:00 hasta las 00:00. Posee una longitud de 30 km. Es uno de los ramales de la línea 8 y una de las 6 líneas que circulan por el Barrio Don Bosco.

## Cuadro tarifario
| Boleto                      | Tarifa    |
| --------------------------- | --------- |
| Primera sección (Urbano)    | $22       |
| Segunda sección (Suburbano) | $23.52    |
| Tercera sección (Diadema)   | No aplica |
| Cuarta sección (Rada Tilly) | No aplica |
| Estudiante                  | $11       |
| Jubilado                    | $11       |
| Discapacitado               | $0.00     |
| Policía del Chubut          | $0.00     |

En el caso de los boletos de estudiante y jubilado reciben un subsidio de la municipalidad de Comodoro Rivadavia que les cubre un 50% del valor del boleto en 2 pasajes díarios, mientras que el restante 50% lo proporciona el gobierno de Chubut a través del TEG Chubut.

## Recorrido

### 6 - 8: Centro - Próspero Palazzo - Standart Norte
También llamado 6-8 Palazzo - Standart
| 6 - 8      | Primer servicio A: Standart Norte | Primer servicio A: Centro | Último servicio A: Standart Norte | Último servicio A: Centro |
| Laborables | 04:45                             | 05:38                     | 23:10                             | 23:28                     |
| Sábados    | 04:40                             | 05:33                     | 22:40                             | 23:33                     |
| Festivos   | 07:25                             | 08:18                     | 22:25                             | 23:18                     |

Ida: Terminal Puerto, Máximo Abásolo, Avenida Rivadavia, Güemes, Avenida Hipólito Yrigoyen, Ani Grané, Ingeniero Ducós, Pellegrini, Gil Álvarez, 25 de Mayo, Almirante Brown, Rawson, España, San Martín, Máximo Abásolo, Ruta Nacional 3, Avenida del Libertador General San Martín, Los Búlgaros, Gobernador Moyano, Juan Martín de Pueyrredón, Avenida Fray Luis Beltrán, Francisco de Viedma, Petrolero San Lorenzo, Avenida Tehuelches, Jesús Garré, Avenida del Libertador General San Martín, Rotonda Universidad, Ruta Nacional 3, Juan José Paso, Teniente Gerardo Vanesia, San Lorenzo, Fuerza Aérea Argentina, Juan José Paso, Italo Dell´Oro, Teodoro Petroff, Wenceslao Escalante, Francisco Pigafetta, Enrique Hermite, Avenida 8 de Noviembre, Avenida Raúl Encina, Avenida Nahuel Huapi.
Vuelta: Los Arrayanes, Avenida Comodoro Martín Rivadavia, Teniente Daniel Jukic, Calle 2404, Base Matienzo, Avenida Alejandro Maíz, Avenida Presidente Raúl Alfonsín}, Avenida José Ingenieros, Calle 1276, Plaza del Viento "Profesor Cabezas", Ruta Nacional 3, Avenida Tehuelches, Francisco de Viedma, Fray Luis Beltrán, José Fuchs, Marcelino Reyes, Avenida del Libertador General San Martín, Ruta Nacional 3, Sarmiento, Belgrano, Avenida Hipólito Yrigoyen, Ani Grané, Avenida Ingeniero Ducós, Avenida Hipólito Yrigoyen, Terminal Puerto.

### 8X: Centro - Restinga Alí
También llamado Standart - Restinga (Por Camino Morejón)
| 8X         | Primer servicio A: Restinga Alí | Primer servicio A: Centro | Último servicio A: Restinga Alí | Último servicio A: Centro |
| Laborables | 06:50                           | 07:44                     | 22:05                           | 22:59                     |
| Sábados    | 07:00                           | 07:54                     | 22:10                           | 23:04                     |
| Festivos   | 06:15                           | 07:09                     | 22:10                           | 23:04                     |

Ida: Terminal Puerto, Máximo Abásolo, Avenida Rivadavia, Güemes, Avenida Hipólito Yrigoyen, Ani Grané, Ingeniero Ducós, Pellegrini, Gil Álvarez, 25 de Mayo, Almirante Brown, Rawson, España, San Martín, Máximo Abásolo, Ruta Nacional 3, Avenida del Libertador General San Martín, Los Búlgaros, Gobernador Moyano, Juan Martín de Pueyrredón, Avenida Fray Luis Beltrán, Francisco de Viedma, Petrolero San Lorenzo, Avenida Tehuelches, Jesús Garré, Avenida del Libertador General San Martín, Rotonda Universidad, Calle 1276, Avenida José Ingenieros, Rotonda Presidente Raúl Alfonsín, Intendente Mario Morejón, Avenida Nahuel Huapi, Calle 2436, Calle 2438, Calle 2432, Base Irizar, Base Petrel, Base Matienzo, Eugenio María de Hostos, Rubén Darío, Dolores Mora, Gustavo Becquer, Calle 2820, Andrés Bello, Pablo Neruda}}
Vuelta: Eugenio María de Hostos, Base Petrel, Base Matienzo, Base Irizar, Calle 2432, Calle 2438, Calle 2436, Avenida Nahuel Huapi, Ruta Intendente Mario Morejón, Rotonda Presidente Raúl Alfonsín, Avenida José Ingenieros, Calle 1276, Plaza del Viento "Profesor Cabezas", Ruta Nacional 3, Avenida Tehuelches, Francisco de Viedma, Fray Luis Beltrán, José Fuchs, Marcelino Reyes, Avenida del Libertador General San Martín, Ruta Nacional 3, Sarmiento, Belgrano, Avenida Hipólito Yrigoyen, Ani Grané, Avenida Ingeniero Ducós, Avenida Hipólito Yrigoyen, Terminal Puerto.

## Galería

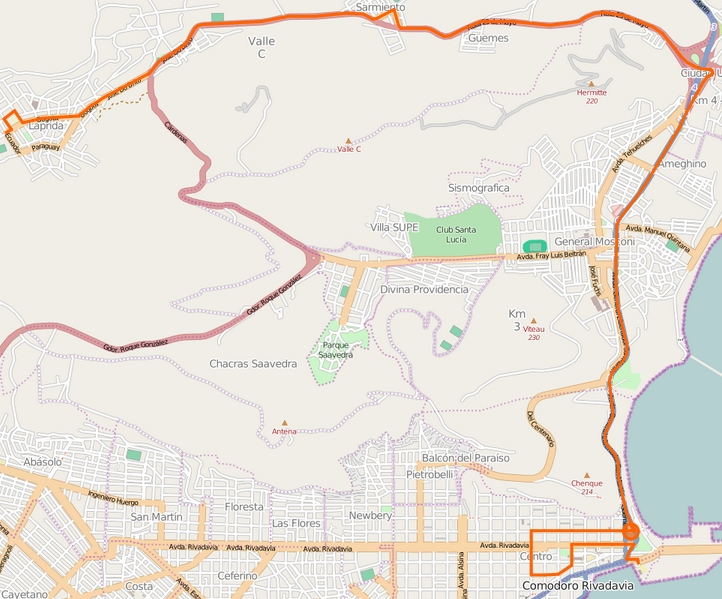
Recorrido de ida.
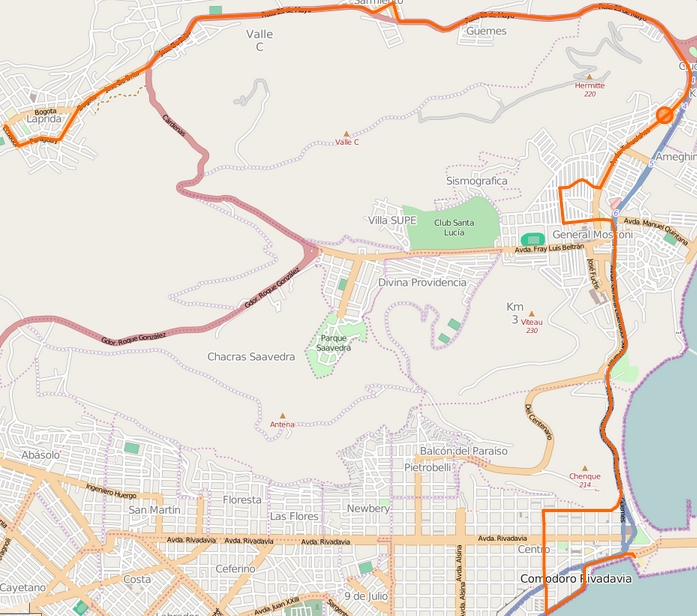
Recorrido de vuelta.